# Kreis Borken
Kreis Borken ligger i Westmünsterland og på den  Niederrheinisches Tiefland i den nordvestlige del af  den tyske delstat Nordrhein-Westfalen. Kreisen  blev oprettet ved områdereformen 1. januar 1975. Administrationen ligger i byen Borken og den største by i området er  Bocholt.

## Geografi
Kreis Borken har mod vest en  108 kilometer lang grænse til Holland. Området er op til  57 km i nord-sydlig retning og op til 61 km  fra øst til vest. Højeste punkt er Schöppinger Berg der er en udløber af Baumberge og er 154 moh. Med 14 moh. er lavningen Issel ved Anholt det laveste punkt i kreisområdet. 42,8 % af arealet  (608,4 km²) er  landbrugsområde , 48,4 km² er Naturschutzgebiet.

### Byer og kommuner
Landkreisen havde 370676  indbyggere pr.  2018-12-31

| Byer | Kommuner |
| --- | --- |
| 1. Ahaus, Mittlere kreisangehörige Stadt (39223) 2. Bocholt, Große kreisangehörige Stadt (71099) 3. Borken, Mittlere kreisangehörige Stadt (42530) 4. Gescher (17205) 5. Gronau (Westf.), Mittlere kreisangehörige Stadt (48072) 6. Isselburg (10692) 7. Rhede (19328) 8. Stadtlohn (20322) 9. Velen (13130) 10. Vreden (22641) | 1. Heek (8681) 2. Heiden (8187) 3. Legden (7314) 4. Raesfeld (11368) 5. Reken (14815) 6. Schöppingen (6820) 7. Südlohn (9249) |